# Анхис

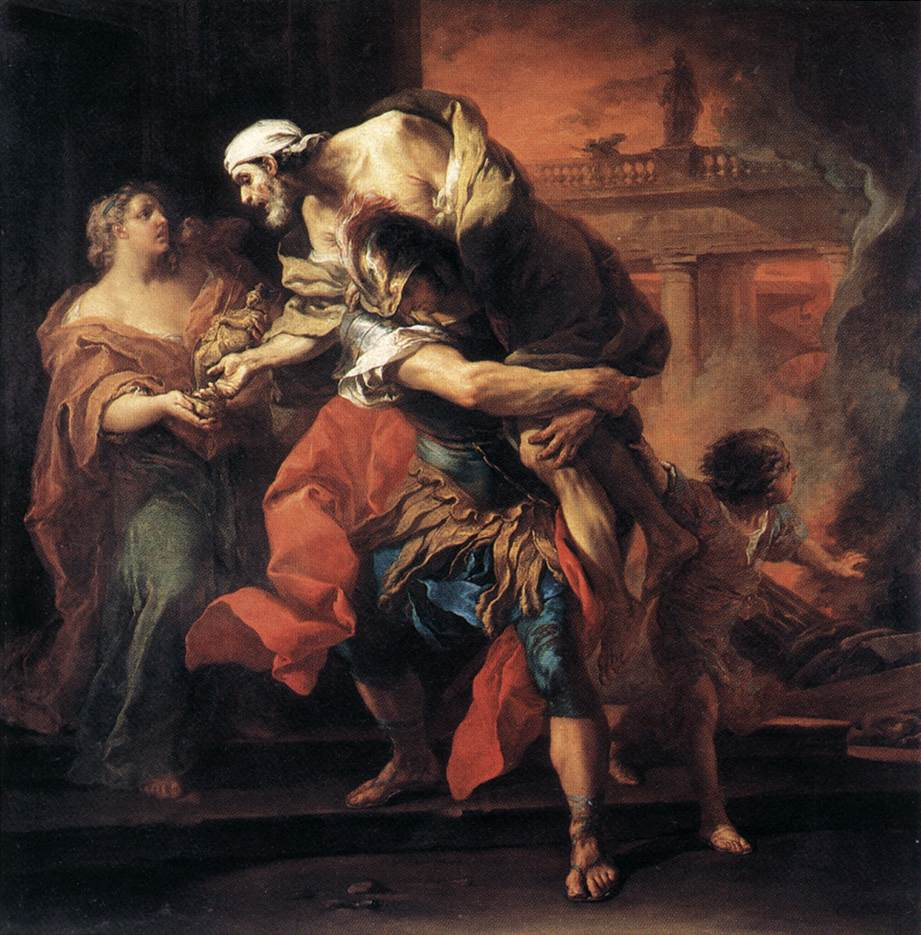
Ван Лоо Ш. А. Эней выносит Анхиса из горящей Трои. 1729. Холст, масло. Лувр, Париж

Анхи́с, Анхиз (др.-греч. Ἀγχίσης) — в древнегреческой мифологии — герой из рода дарданских царей, правнук легендарного Троса, сын Каписа и Фемисты (или сын Ассарака). У Софокла он брат Лаокоонта.
Он скрещивал своих кобыл с божественными жеребцами, принадлежавшими царю Лаомедонту.
Был пастухом. Анхис — возлюбленный Афродиты. Афродита родила от него сыновей Энея и Лира (либо одного Энея). Афродита велела ему не разглашать их связь, но он выпил вина и рассказал об этом товарищам. За это он был наказан Зевсом: громовержец ударил в героя молнией, но Афродита успела отклонить её своим волшебным поясом. Молния ударила рядом с Анхисом, но ослепила его. В другом варианте царю парализовало ноги.
Предание гласит, что Анхис был вынесен из горящей Трои своим сыном Энеем, так как был стар и немощен. Он умер и был похоронен на Сицилии многими годами позже. По разным версиям, либо умер и похоронен в Аркадии, где была гора Анхизия и памятник Анхису на её вершине, либо умер в Дрепанском заливе, либо похоронен на горе Эрик в Сицилии, где Эней построил храм Афродиты. Согласно же Катону, он достиг Италии и Лация.
Эней вновь увидел своего отца на Елисейских полях, когда посетил Аид.

## Этимология имени
Имя Анхис не является греческим, а принадлежит к местному догреческому субстрату. Ряд лингвистов отождествляют его с филистимским именем Анхус, которое, в свою очередь, могло быть связано с хурритским akishimige.

## В истории искусства
Существовали комедии Анаксандрида и Евбула «Анхис». Имя соотносится с названием городка Ангисс в Троаде (точно не локализуется). В Италии греческие вазы с изображениями Энея, несущего Анхиса, датируются концом VI в. до н. э.. Фигуру Энея, выносящего на плечах старика-отца Анхиса из горящего дома изобразил Рафаэль Санти на фреске «Пожар в Борго», написанной в 1514 году в Апостольском дворце в Ватикане. Скульптурную группу на эту тему создал Джованни Лоренцо Бернини в 1618—1619 годах (Галерея Боргезе в Риме).

## В астрономии
В честь Анхиса назван астероид (1173) Анхис, открытый 17 октября 1930 года немецким астрономом Карлом Райнмутом в Гейдельбергской обсерватории.